# خایرو آسنسیو
خایرو آسنسیو (اسپانیایی: Jairo Asencio‎؛ زادهٔ ۳۰ مهٔ ۱۹۸۳) بازیکن بیس‌بال اهل جمهوری دومینیکن است.
وی در مسابقات کشوری و بین‌المللی در مجموع برندهٔ ۱ مدال برنز شده‌است.